# 久万里由香
久万里 由香（くまり ゆか、1953年3月2日 - ）は、日本の元女優・タレント。本名、豊田 くまり（旧姓名、スリャクマリ・シェス）。
東京都文京区出身（出生は兵庫県神戸市）。文化学院卒業。浅井企画に所属していた。

## 人物
インド人の父とインド国籍の日本人である母との間に生まれる。三姉妹の三女で、長姉は真理アンヌ、次姉はモデルのプラバー・シェス。
子供の頃から雑誌モデルやCMなどに出演し、日活映画『非行少年 陽の出の叫び』（1967年）で映画デビュー。芸名は、苗字は本名をもじりつつも姉の真理アンヌと被らないように久万里が自身で考え、名前は日活で決められた。姉の真理アンヌは、自身の経験から「専属契約はした方がいい」「ヌードシーンはやめなさい」などの忠言をしたという。デビュー当時のプロフィールでは「三人での共演が楽しみですが、仕事上ではライバルなので姉たちには負けられません」と述べている。
1970年に日活を退社してフリーとなり、TBS『ヤング720』の司会などテレビに活躍の場を移す。1973年には、ピープロ制作の特撮テレビドラマ『鉄人タイガーセブン』にヒロイン役でレギュラー出演した。主演を務めた南城竜也は、久万里について「エキゾチックな美人。話してみると、とてもフレンドリーな方だった」と語っている。

## 出演作品

### テレビドラマ
- ある日わたしは
  - 第26話「独りだけの鐘」
  - 第27話「小さな古い箱」（1968年、NTV）- 金子とも子
- 戦え! マイティジャック 第18話「水爆恐竜をやっつけろ!!」（1968年、CX）- アリサ
- 怪奇大作戦 第22話「果てしなき暴走」（1969年、TBS）- 眉村ユミ
- キイハンター 第117話「東京 - ホノルル豚をかついで珍道中」（1970年、TBS） - カスパニァ王国・メリー女王
- ワンパク番外地 第4話「チビッコ仁義の巻」（1971年、12ch）- 竜子（パトラのお竜）
- 帰ってきたウルトラマン 第12話「怪獣シュガロンの復讐」（1971年、TBS）- 牛山静香
- めくらのお市 第20話「乱闘ふくろう峠」（1971年、NTV）
- なんたって18歳!
  - 第8話「私の選んだ人」
  - 第9話「すてきな男の子」（1971年、TBS）- 栗野照美
- おれは男だ! 第33話「なんたって若いモン!」（1971年、NTV）
- 明智探偵事務所 第10話「呪われた手紙」（1972年、NHK）
- どっこい大作 第21話「売ってたまるか男のホコリ!!」（1973年、NET）- 津島かおる
- 鉄人タイガーセブン（1973年 - 1974年、CX）- 青木ジュン
- イナズマンF 第12話「幻影都市デスパー・シティ」（1974年、NET）- 村野ユキ
- 花ぐるま（1975年、NHK）- ジャスミン
- プレイガールQ 第58話「ラブ・ホテル殺人事件」（1975年、12ch） - ユカ
- 燃える捜査網 第13話「喪服の婚約パーティー」（1976年、NET）- リサ
- 宇宙鉄人キョーダイン
  - 第7話「こわい!! リモコン人間」
  - 第8話「さがせ!! グレート・バットンの秘密」（1976年、MBS）- 岬ユミ
- 土曜ワイド劇場 / 涙・暗くなるまで待って（1978年、ANB）

### 映画
- 非行少年 陽の出の叫び （1967年、日活） - 少女
- 波止場の鷹 (1967年、日活)
- 東シナ海（1968年、日活)
- 燃える大陸（1968年、日活） - ティーナ
- 恋のつむじ風（1969年、日活） - マリ子
- 前科 仮釈放（1969年、日活） - ミミ
- 女の警察 国際線待合室（1970年、日活） - リタ
- 女番長野良猫ロック（1970年、日活） - マリ
- 野良猫ロック 暴走集団'71（1971年、日活） - アヤ
- 喜劇 女生きてます（1971年、松竹） - ポチ

### その他のテレビ番組
- ヨーイ・ドン!!（1970年、NTV）
- ヤング720（1970年 - 1971年、TBS） - 司会